# Sindaci di Campo Ligure

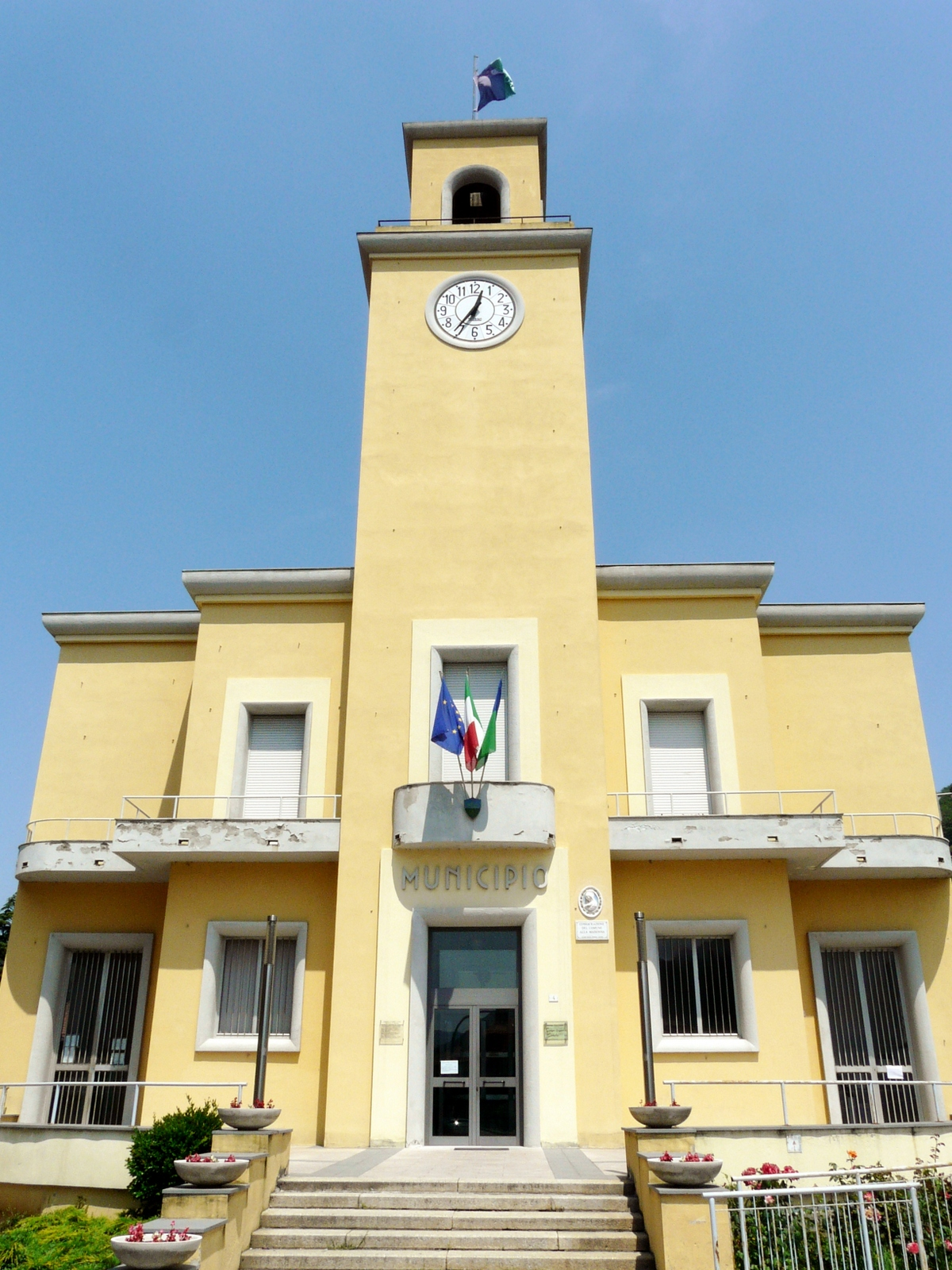
Il palazzo municipale di Campo Ligure

Questo elenco riporta i sindaci del comune di Campo Freddo (1797-1884) e di Campo Ligure (dal 1884 ad oggi) nella città metropolitana di Genova.

## Campo Freddo

### Repubblica Ligure (1797-1805)
| Periodo        | Periodo        | Primo cittadino | Partito | Carica                        | Note  |
| -------------- | -------------- | --- | ------- | ----------------------------- | ----- |
| 29 maggio 1800 | 5 luglio 1800  | Benedetto Piana Ambrogio Compareti Michelangelo Paladino                                                                |         | Sindaci                       |       |
| 5 luglio 1800  | 16 maggio 1804 | Francesco De Martini Ambrogio Compareti Sebastiano Paladino Gaetano Macciò Matteo Giuseppe Rossi Giuseppe Andrea Peloso |         | Presidenti della Municipalità | [ 3 ] |
| 16 maggio 1804 |                | Matteo Giuseppe Rossi                                                                                                   |         | Agente Comunale               |       |

### Primo Impero francese (1805-1815)
| Periodo          | Periodo        | Primo cittadino       | Partito | Carica | Note |
| ---------------- | -------------- | --------------------- | ------- | ------ | ---- |
| 27 maggio 1806   | 24 agosto 1813 | Matteo Giuseppe Rossi |         | Maire  |      |
| 2 settembre 1813 | 26 aprile 1814 | Gaetano Macciò        |         | Maire  |      |

### Repubblica di Genova (1814-1814)
| Periodo        | Periodo         | Primo cittadino | Partito | Carica       | Note |
| -------------- | --------------- | --------------- | ------- | ------------ | ---- |
| 26 aprile 1814 | 26 ottobre 1814 | Gaetano Macciò  |         | Capo Anziano |      |

### Feudo Imperiale di Campo Freddo (1814-1814)
| Periodo        | Periodo          | Primo cittadino | Partito | Carica                                               | Note |
| -------------- | ---------------- | --------------- | ------- | ---------------------------------------------------- | ---- |
| 14 maggio 1814 | 2 settembre 1814 | Benedetto Piana |         | Sindaco-Decano degli Agenti della Magnifica Comunità |      |

### Regno di Sardegna (1815-1861)
| Periodo          | Periodo | Primo cittadino            | Partito | Carica       | Note |
| ---------------- | ------- | -------------------------- | ------- | ------------ | ---- |
| 1º febbraio 1815 | 1818    | Gaetano Macciò             |         | Capo Anziano |      |
| 17 febbraio 1818 | 1821    | Gio Batta Piana            |         | Sindaco      |      |
| 5 maggio 1821    | 1822    | Benedetto Piana            |         | Sindaco      |      |
| 10 giugno 1822   | 1825    | Gaetano Macciò             |         | Sindaco      |      |
| 2 marzo 1826     | 1830    | Gio Batta Piana            |         | Sindaco      |      |
| 14 gennaio 1831  | 1835    | Luigi Leoncini             |         | Sindaco      |      |
| 6 giugno 1835    | 1836    | Gio Batta Piana            |         | Sindaco      |      |
| 28 febbraio 1837 | 1840    | Carlo Giuseppe De Giovanna |         | Sindaco      |      |
| 25 gennaio 1840  | 1848    | Michelangelo Paladino      |         | Sindaco      |      |
| 16 febbraio 1849 | 1851    | Antonio Maria Ferrari      |         | Sindaco      |      |
| 9 maggio 1851    | 1860    | Gio Batta Piana            |         | Sindaco      |      |
| 2 maggio 1860    | 1861    | Angelo Napoleone Rossi     |         | Sindaco      |      |

### Regno d'Italia (1861-1946)
| Periodo | Periodo | Primo cittadino        | Partito | Carica  | Note  |
| ------- | ------- | ---------------------- | ------- | ------- | ----- |
| 1861    | 1868    | Angelo Napoleone Rossi |         | Sindaco |       |
| 1868    | 1869    | vacante                |         | Sindaco |       |
| 1869    | 1870    | Michele Gibelli        |         | Sindaco |       |
| 1870    | 1873    | Michele Angelo Bottero |         | Sindaco |       |
| 1873    | 1874    | vacante                |         | Sindaco |       |
| 1874    | 1875    | Gaetano Figari         |         | Sindaco |       |
| 1875    | 1875    | Pietro Oliveri         |         | Sindaco | [ 4 ] |
| 1875    | 1875    | vacante                |         | Sindaco |       |
| 1875    | 1877    | Angelo Napoleone Rossi |         | Sindaco |       |
| 1877    | 1878    | vacante                |         | Sindaco |       |
| 1878    | 1880    | Angelo Napoleone Rossi |         | Sindaco |       |
| 1880    | 1880    | vacante                |         | Sindaco |       |
| 1880    | 1883    | Angelo Napoleone Rossi |         | Sindaco |       |

## Campo Ligure

### Regno d'Italia (1870-1946)
| Periodo        | Periodo         | Primo cittadino             | Partito | Carica      | Note |
| -------------- | --------------- | --------------------------- | ------- | ----------- | ---- |
| 1885           | 1885            | Angelo Serafino Rossi       |         | Sindaco     |      |
| 1885           | 1886            | vacante                     |         | Sindaco     |      |
| 1886           | 1888            | Angelo Serafino Rossi       |         | Sindaco     |      |
| 1888           | 1890            | vacante                     |         | Sindaco     |      |
| 1890           | 1891            | Angelo Serafino Rossi       |         | Sindaco     |      |
| 1892           | 1892            | Stefano Giuseppe Paladino   |         | Sindaco     |      |
| 1892           | 1895            | Giuseppe Gio Batta Leoncini |         | Sindaco     |      |
| 1895           | 1896            | vacante                     |         | Sindaco     |      |
| 1896           | 1899            | Giuseppe Gio Batta Leoncini |         | Sindaco     |      |
| 1899           | 1903            | Giuseppe Mattia Oliveri     |         | Sindaco     |      |
| 1903           | 1904            | Pietro Antonio Figari       |         | Sindaco     |      |
| 1905           | 1905            | Fabio Gibelli               |         | Sindaco     |      |
| 1905           | 1906            | Vincenzo Giovanni Botteri   |         | Sindaco     |      |
| 1906           | 1908            | Giuseppe Gio Batta Leoncini |         | Sindaco     |      |
| 1908           | 1919            | Pietro Antonio Figari       |         | Sindaco     |      |
| 1919           | 1919            | Pietro Antonio Figari       |         | Prosindaco  |      |
| 14 giugno 1919 | 19 giugno 1920  | Giuseppe Cosmelli           |         | Prosindaco  |      |
| 3 luglio 1920  | 22 ottobre 1920 | Pietro Bottero              |         | Sindaco     |      |
| 1920           | 1923            | Giuseppe Enrico Pisano      |         | Sindaco     |      |
| 1923           | 1926            | Gino Menicacci              |         | Comm. pref. |      |
| 1926           | 1928            | Giuseppe Meneghini          | PNF     | Podestà     |      |
| 1928           | 1928            | Lorenzo Prosperi            |         | Comm. pref. |      |
| 1928           | 1929            | Ernesto Liguori             | PNF     | Podestà     |      |
| 1929           | 1929            | Vittorio Pasini             |         | Comm. pref. |      |
| 1930           | 1933            | Gianni Oliva                | PNF     | Podestà     |      |
| 1934           | 1934            | Ernesto Liguori             |         | Comm. pref. |      |
| 1934           | 1936            | Paolo Dell'Amore            | PNF     | Podestà     |      |
| 1936           | 1938            | Mauro Mangiarotti           | PNF     | Podestà     |      |
| 1939           | 1942            | Vincenzo Mignone            | PNF     | Podestà     |      |
| 1942           | 1945            | Felice Oliveri              |         | Comm. pref. |      |

### Repubblica Italiana (1946-oggi)
| Periodo        | Periodo        | Primo cittadino  | Partito                                         | Carica  | Note  |
| -------------- | -------------- | ---------------- | ----------------------------------------------- | ------- | ----- |
| 1945           | 1946           | Giuseppe Ferrari | PCI                                             | Sindaco |       |
| 1947           | 1951           | Giuseppe Oliveri | PSI                                             | Sindaco |       |
| 1951           | 1956           | Matteo Oliveri   | DC                                              | Sindaco |       |
| 1956           | 1963           | Sebastiano Puppo | DC                                              | Sindaco |       |
| 1963           | 1970           | Virginio Zaccone | DC                                              | Sindaco |       |
| 1970           | 1975           | Angelo Oliveri   | DC                                              | Sindaco |       |
| 1975           | 1980           | Renzo Rizzo      | PSI                                             | Sindaco |       |
| 1980           | 1985           | Virginio Zaccone | DC                                              | Sindaco |       |
| 1985           | 1993           | Angelo Oliveri   | DC                                              | Sindaco |       |
| 1993           | 1999           | Giuseppe Ferrari | PPI                                             | Sindaco |       |
| 1999           | 2004           | Antonino Oliveri | lista civica di sinistra                        | Sindaco |       |
| 2004           | 2009           | Antonino Oliveri | lista civica di centro-sinistra                 | Sindaco |       |
| 8 giugno 2009  | 27 maggio 2019 | Andrea Pastorino | Amare Campo (lista civica di centro-sinistra)   | Sindaco | [ 5 ] |
| 27 maggio 2019 | 10 giugno 2024 | Giovanni Oliveri | Uniti per Campo (lista civica di centro-destra) | Sindaco |       |
| 10 giugno 2024 | in carica      | Giovanni Oliveri | Uniti per Campo (lista civica di centro-destra) | Sindaco |       |